# 長谷部恭男
長谷部恭男（日语：長谷部 恭男，1956年10月22日—），日本憲法學者，東京大學法學院教授，日本憲法學者蘆部信喜為其老師。妻子是學習院大學法學部長谷部由起子。

## 生平
- 1956年 廣島市出生
- 1979年 東京大學法學部畢業
- 1984年 學習院大學法學部助教授
- 1995年 東京大學大學院法學政治學研究科教授
- 2014年4月至今 早稻田大學法學學術院教授
- 2017年6月 東京大學名譽教授

## 主要著作
- 《權力的懷疑》（1991年）
- 《再問憲法與和平》（2004年）
- 《憲法是什麼》（2006年）
- 《法律是什麼？――法思想史入門》（2011年）